# Alexandrette
 (février 2021).
Si vous disposez d'ouvrages ou d'articles de référence ou si vous connaissez des sites web de qualité traitant du thème abordé ici, merci de compléter l'article en donnant les références utiles à sa vérifiabilité et en les liant à la section « Notes et références ».
Alexandrette (en turc : İskenderun) est une ville du sud de la Turquie.

## Dénomination
Fondée par Alexandre le Grand, elle est d'abord appelée « Alexandrie » : en grec Ἀλεξάνδρεια ; en latin : Alexandria Minor ou Alexandria ad Issum.
Le nom d'Alexandrette est donné par les Occidentaux à partir des croisades (Alexandretta, Alexandrette).
Le nom turc est construit sur le mot persan Iskandar, qui signifie « Alexandre ».

## Histoire

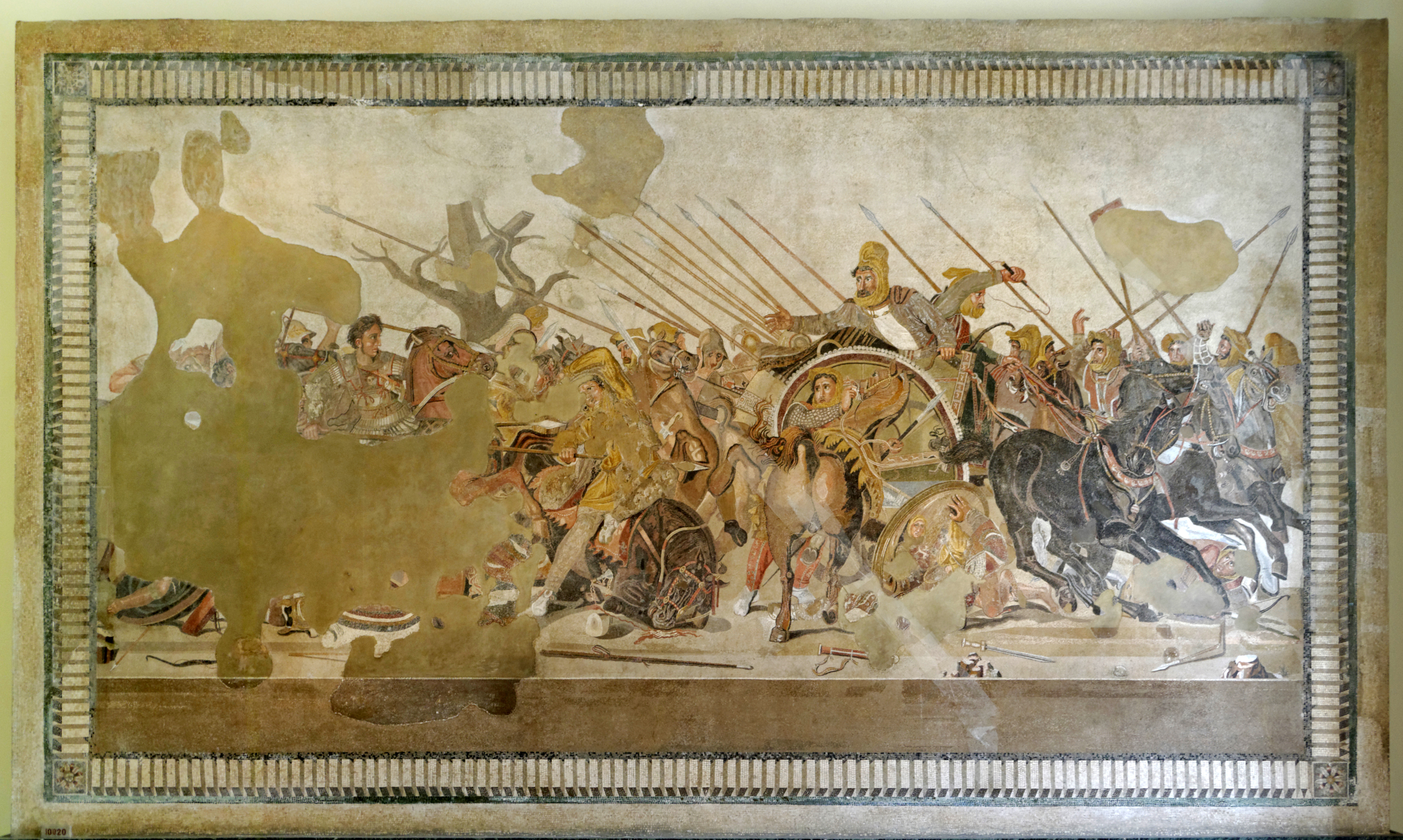
La bataille d'Issos.

Elle a été fondée par Alexandre le Grand pour commémorer sa victoire à Issos en 333 av. J.-C..
À l'époque des États latins d'Orient, après la première croisade, elle relève de la principauté d'Antioche ; au XIVe siècle, elle tombe aux mains des rois de Chypre.
Au XVIe siècle, elle est conquise par les Ottomans et rattachée à la province de Syrie.
Après l'effondrement de l'Empire ottoman en 1918, Alexandrette fait partie de la zone du mandat français sur la Syrie et le Liban, dans le cadre du sandjak d'Alexandrette, d'abord autonome, puis rattaché à Alep, puis à la Syrie mandataire.
À la suite d'une crise survenue en 1938, la Turquie refusant que ce territoire passe sous le contrôle d'une Syrie indépendante, le sandjak est cédé par les français à la Turquie en 1939.

## Dans la culture populaire
Dans Indiana Jones et la Dernière Croisade de Steven Spielberg, Alexandrette (« Alexandretta » dans le film) est la ville de départ du plan du professeur Henry Jones Senior, père d'Indiana, menant au lieu où est préservé le saint Graal.

## Personnalités
- Joseph Terdjan (1925-2001), dessinateur, peintre et graveur libanais, est né à Alexandrette.